# Señor del Olimpo - Zeus
Señor del Olimpo - Zeus es el quinto título completo de la serie City Building desarrollado por Impressions Games y publicado por Sierra Entertainment.
Al igual que anteriores títulos, Zeus se centra en la construcción y desarrollo de una ciudad en la antigüedad, esta vez la Antigua Grecia. Presenta algunos cambios respecto el motor de Caesar III, principalmente los nuevos bloques de viviendas, ahora divididos en viviendas «comunes» y de «lujo» desde el comienzo, y caminantes más detallados.

## Expansión
Como en Faraón, fue lanzada una expansión, llamada Señor de la Atlántida - Poseidón. Se modificaron algunos aspectos del juego para resultar en un tema atlante, como por ejemplo, los atletas fueron reemplazados por astrónomos, pero el mecanismo del juego permaneció igual. Como nuevas características se incluyen la posibilidad de crear un hipódromo, dos nuevos santuarios: el Huerto de Hera y el Pilar de Atlas, y un nuevo mineral llamado oricalco. A su vez se incluye un editor de aventuras, aunque ya estaba disponible para descargar en la página web de Impressions.

## Recepción
Señor del Olimpo - Zeus recibió en general críticas favorables con una puntuación de 87 en Metacritic. El crítico de IGN Stephen Butts sostiene que tuvo «que despegarse del juego para escribir la crítica».
En mayo de 2012 el juego fue relanzado en GOG.com conjuntamente con su expansión como parte del Acropolis bundle en donde tiene una calificación de cinco estrellas.